# Bauge

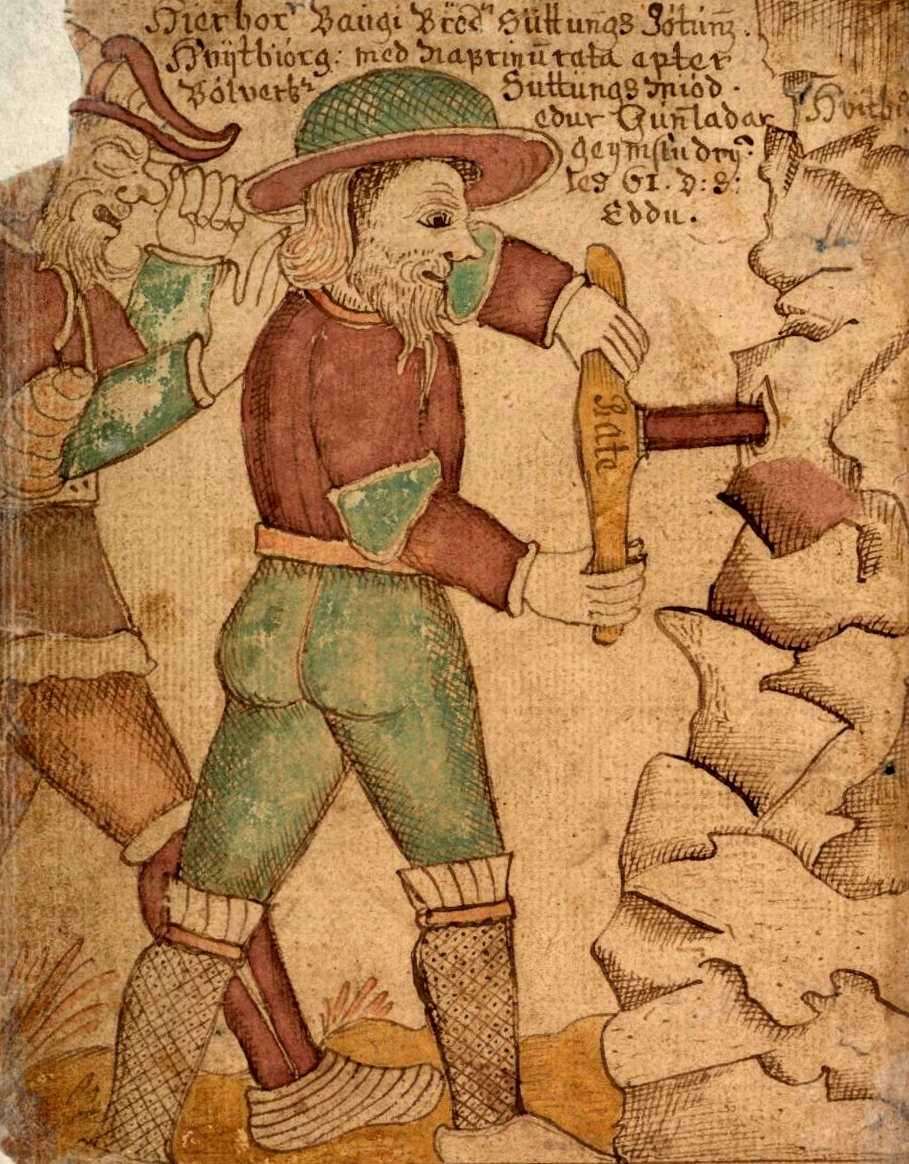
Bauge borrar i berget så att Oden kan komma in. Illustration från en isländsk handskrift från 1700-talet.

Bauge (fornvästnordiska Baugi, ”den böjde”) är en jätte i nordisk mytologi som omtalas i Snorres Edda. Han är bror till jätten Suttung, ägaren till det skaldemjöd som Oden senare stal efter att ha förfört Suttungs dotter Gunnlöd, som vaktade mjödet.

## Källtexterna

### Skáldskaparmál
Två versioner av hur Oden stal skaldemjödet har bevarats. Den utförligaste finns i Skáldskaparmál i Snorre Sturlassons Edda.  Enligt denna åstadkommer Oden under täcknamnet Bölverk en ”olycka” varvid Bauges nio slåtterkarlar råkar hugga ihjäl varandra med nyslipade liar. Bölverk uppsöker senare Bauge för att be om husrum för natten. Bauge, som inte vet något om Bölverks inblandning, berättar då om olyckan och beklagar sig över hur svårt det är att få tag på dugligt arbetsfolk. Bölverk erbjuder sig genast att utföra nio mans arbete mot att som ringa betalning få en klunk av Suttungs mjöd. Bauge svarar att han inte råder över skaldemjödet, men lovar ändå att bistå Bölverk om denne hjälper till med arbetet på gården.
Då vintern är kommen kräver Bölverk sin lön. Han och Bauge uppsöker Suttung, som dock vägrar att avstå minsta droppe av mjödet. Men Bauge håller – åtminstone till en början – sin del av avtalet. När Bölverk föreslår att med en navare borra ett hål in till den kammare i klippan Hnitbjörg där mjödet förvaras, är det Bauge som sköter borrandet. Efter en stund påstår han att berget är genomborrat, men när Bölverk blåser i hålet flyger stendammet i ansiktet på honom. Han inser då att Bauge har svek i sinnet och befaller honom att borra vidare. Nästa gång Bauge säger att hålet är klart flyger dammet inåt när Bölverk blåser. Han förvandlar sig då till en orm och slingrar sig genom bergväggen. Bauge hugger efter honom med navaren, men missar.
Väl inne i berget förför Bölverk Suttungs dotter Gunnlöd och lyckas på så sätt komma över mjödet. Men Bauge försvinner här ur historien – ingenting mer berättas om honom.
Bauge tillhör en liten grupp mytologiska gestalter som endast omtalas av Snorre Sturlasson och som därför har misstänkts vara Snorres egna skapelser. Namnet Baugi föreommer dock i en uppräkning av namn på jättar i tulorna.

### Hávamál
En annan version av hur Oden tillskansade sig skaldemjödet finns i Hávamál 103–110. Här sägs ingenting om hur Oden tog sig in i Hnitbjörg, och följaktligen nämns inte heller någon Bauge. En gissning, som framförts av Aage Kabell, är att Snorre skulle ha fått namnet efter den baugeiðr (ring-ed) som Oden i strof 110 sägs ha svurit då han gifte sig med Gunnlöd.
| Baugeið Óðinn hygg ec at unnit hafi hvat scal hans tryggðom trúa? Suttung svikinn han lét sumbli frá og grœtta Gunnlǫðu. | Ed hade Odin på edsring svurit; Vem kan på hans löften lita? Suttung svek han, stal hans mjöd, lämnade Gunnlöd i gråt. |  |

Mot denna förklaring har dock invänts att såväl ring-eder som edsringar var relativt välkända begrepp i det medeltida Island, varför Snorre knappast kan ha missförstått ordet.